# Шлегель, Август Вильгельм
А́вгуст Вильге́льм Шле́гель (нем. August Wilhelm von Schlegel; 8 сентября 1767, Ганновер — 12 мая 1845, Бонн) — немецкий писатель, историк литературы, критик, поэт-переводчик, крупнейший теоретик немецкого романтизма.

## Биография
Четвёртый сын лютеранского пастора Иоганна Адольфа Шлегеля родился 8 сентября 1767 года в Ганновере. Его мать, Иоганна Кристиана Эрдмуте Хюбш (1735—1811) была дочерью учителя математики. Всего у супругов было восемь сыновей и две дочери.
Ещё в детстве обнаружил необыкновенные способности к усвоению языков и страсть к литературе, в особенности к поэзии, и весьма рано начал писать стихи. Поступив в 1786 году в Геттингенский университет для изучения теологии, он предпочёл ей занятия филологией у Готфрида Бюргера и под руководством профессора Кристиана Готлоба Гейне занялся изучением древней литературы. Он помогал своему учителю в его издании Вергилия и составил в 1788 году указатель к IV тому. Тогда же он получил академическую премию за сочинение на латыни (напечатанное в 1788 году) о географии Гомера. Но ещё более на Шлегеля оказало влияние знакомство с поэтом Бюргером, занимавшим в то время кафедру в Геттингене. Бюргер называл его своим поэтическим сыном и поместил его первые стихотворения, написанные в манере учителя, в геттингенском «Альманахе Муз» («Musenalmanach»), а также в «Akademie der schönen Redekünste». Стихотворения эти отличались скорее виртуозностью и совершенством формы и стихосложения, чем глубиной чувств и идей. К влиянию Бюргера вскоре присоединилось влияние Фридриха Шиллера.
Наряду с поэтической деятельностью, Шлегель занимался также критикой. Уже в первой статье, напечатанной в бюргеровой «Akademie», — о шиллеровых «Художниках», — Шлегель заявил себя выдающимся критиком-эстетиком; впрочем, здесь иногда он слишком увлекался филологической точкой зрения. С необыкновенной легкостью усваивая чужие поэтические идеи и чужие формы поэтических произведений, он невольно увлёкся изучением иностранных литературных произведений. Все вышеуказанные качества поэта и критика он применил с особенным успехом в своей статье о «Божественной комедии» Данте, где дал блестящую характеристику поэта и произведения и постарался вникнуть в исторические и географические условия, содействовавшие развитию гения Данте. Таким образом, в своих критических теориях он является, с одной стороны, последователем Гердера, с другой же — предшественником Тэна. Объясняя поэму Данте, Шлегель вместе с тем переводил избранные места из неё, стараясь по возможности придерживаться размера подлинника.
Окончив университет в 1791 году, Шлегель переселился в Амстердам, где был заведующим делами одной банкирской конторы и воспитателем детей у богача Мюильмана. Там он прожил до 1795 года, причём продолжал заниматься литературной деятельностью. В это время Шиллер пригласил его сотрудничать в «Талии», затем в «Horen» и в «Альманахе Муз». В «Horen» Шлегель поместил рассказ о султанше Мориэзеле, написанный под сильным влиянием шиллеровской прозы. В «Альманахе Муз» было помещено его стихотворение «Arion», в котором сказывается сильное влияние «Поликратова перстня». В стихотворении «Entführte Götter» Шлегель избрал тему, которую впоследствии Шиллер обработал в стихотворении «Antiken in Paris». Наконец, тут же были помещены стихотворения Шлегеля «Pygmalion» и «Prometheus». Подобно прежним стихотворениям Шлегеля и всем последующим, эти античные баллады отличаются главным образом превосходной стихотворной техникой в ущерб чувству. В последовавшей за тем статье «О поэзии, просодии и языке» Шлегель пытается объяснить философски происхождение стихотворных форм. В статье «Нечто о Вильяме Шекспире по поводу Вильгельма Мейстера» («Horen», 1796) Шлегель доказывает необходимость полного, точного и притом поэтического перевода Шекспира, указывая на недостатки существующих прозаических или слишком вольных переводов великого поэта, и отстаивает право драматического диалога облекаться в поэтическую форму, находя, что именно размеренная речь производит в поэтическом произведении впечатление большего правдоподобия.
В 1795—1796 годах Шлегель переводил «Ромео и Джульетту», а в 1797 году издал статью об этой трагедии, в которой заключался тонкий эстетический анализ пьесы. Вероятно, тогда же возникло у него намерение перевести если не всего Шекспира, то, по крайней мере, значительную часть его драм, которое он и осуществил, издав в течение 1797—1801 годов 17 драм Шекспира. Он возвращался к своему переводу и позднее. Превосходный перевод Шлегеля имел громадный успех и оказал сильное влияние на немецкую драматическую поэзию, между прочим, и на творчество Шиллера во 2-м периоде его деятельности.
В 1796 году Шлегель переселился в Йену, где жил Шиллер. Здесь он женился на Каролине Бёмер (урождённой Михаэлис), с которой познакомился значительно раньше. Эта даровитая женщина, став подругой жизни Шлегеля, оказала немало услуг мужу, помогая ему в составлении рецензий, которыми Шлегель стал теперь усиленно заниматься в видах увеличения заработка, помещая их главным образом в йенской «Allgemeine Zeitung». В течение нескольких лет он поместил в этой газете до 300 рецензий, из которых наиболее выдающимися по объёму и значению были статьи: о «Фоссовом переводе Гомера» (1796) о «Horen» Шиллера (1796), о Шамфоре (1796) о «Musenalmanach» Шиллера (1797), о «Терпсихоре» Гердера (1797), о «Германе и Доротее» Гёте (1797) и о Тиковом переводе «Дон Кихота» (1799). Во всех этих статьях обращала внимание глубокая эрудиция автора, изящество вкуса, тонкая эстетико-философская и филологическая критика. Ему принадлежит заслуга выяснения во всем объёме значения произведений Гёте и Шиллера. Он также первый указал на дарования Тика и других деятелей романтической школы. Правда, в статьях Шлегеля не надо искать вполне разработанных критических теорий и принципов, но зато они заключают в себе множество отдельных тонких замечаний и написаны с необыкновенным изяществом стиля. Совершенно новую точку зрения он внес в теорию переводов, высказав требование, чтобы поэтические произведения переводились также стихами, притом по возможности размером подлинника. Наконец, в этих статьях Шлегель боролся с испорченным вкусом публики, нападая на её любимцев Иффланда, Коцебу и Августа Лафонтена и обращая её внимание на истинно художественные произведения. Его основная точка зрения та же, что у Гёте и Шиллера: требование гармонического слияния формы с содержанием. Но, в качестве романтика, он чересчур увлекается внешней формой поэтических произведений, а также бесцельными фантастическими вымыслами народных сказок и легенд. В этом отношении на него влиял брат его Фридрих, который, благодаря дерзкому отношению своему к Шиллеру, был причиной разрыва и Августа Шлегеля с автором «Валленштейна»; этот разрыв, в свою очередь, повлиял немало на перемену мнения Шлегеля о классицизме Шиллера и Гёте. Перевод Шекспира обратил на Шлегеля внимание Йенского университета. Он был приглашен занять здесь кафедру истории литературы и эстетики.
В 1798 году в Берлине Шлегель познакомился с Тиком, произведения которого, он и раньше знал и любил. Позднее к ним примкнули Бернгард и Шлейермахер, Новалис, Шеллинг, и таким образом образовался кружок представителей так называемой «романтической школы», выразителем литературных тенденций которой был по преимуществу Шлегель. Все они стремились создать орган, где могли бы формулировать свои воззрения на поэзию и искусство, и желание их скоро осуществилось. В 1797 году младший брат Августа Вильгельма Фридрих Шлегель отказался от участия в журнале «Lyceum», где он помещал свои статьи. Шлегель также тяготился своими отношениями к «Allgemeine Zeitung», и в 1798 году они начали издавать вдвоем свой собственный журнал «Athenaeum» без всяких сотрудников. В № 1 журнала Шлегель поместил статью «Gesprächüber Klopstock’s grammatische Gespräche» (перепечатанную впоследствии в VII томе его сочинений под заглавием «Der Wettstreit der Sprachen»), где он не отказывался ещё от прежних воззрений и вкусов, но обнаружил большую самостоятельность суждений. В 1-й из указанных статей Шлегель, вопреки взглядам Клошптока, утверждает, что чувство приятного есть основа прекрасного. Основным критерием для суждения о сравнительных красотах стиха он считает благозвучие. Он требует прав гражданства для всех метрических систем различных народов, не только античных, и восстает против исключительного преклонения перед немецким языком. В «Beiträge» идет речь о романах, причем Шлегель сходится с братом в воззрениях на сущность романтической поэзии и на роман, как на поэтическое произведение par excellence и притом свойственное главным образом новому времени, выражает по этому поводу своё сочувствие поэзии Тика. В № 3 журнала помещен был его диалог «Die Gemälde», написанный под влиянием Вакенродера и Тика. Здесь Шлегель, исходя от оценки картин дрезденской галереи, переходит к поэтическому восхвалению сюжетов христианской живописи. В целом ряде сонетов он воспевал рождение Христа, Св. Семейство, Мадонну и проч. и вообще выказывал явное предпочтение католицизму перед протестантизмом; впрочем, как он сам засвидетельствовал 40 лет спустя, это было предпочтение исключительно на почве восхищения художественной стороной католицизма («une prédilection d’artiste»). В 1800 году издан сборник его стихотворений, где были помещены эти «Картинные сонеты», а также некоторые из старых его стихов. Наиболее удачной пьесой во всем сборнике была элегия «Искусство греков», в которой он обращался к Гёте как к восстановителю древнего искусства. Гораздо более замечательны его юмористические произведения и пародии вроде Тиковских сказок, где он осмеивал морализирующую поэзию и её главного представителя, Коцебу. Сюда относятся: «Schöne und kurzweilige Fastnachspiel von alten und neuen Jahrhundert», а также «Kotzebuade» или « Ehrepforte und Triumphbogen für den Theaterpräsidenten Kotzebue hei seiner Rückkehr ins Vaterland» (1800) — сборник пародий на Коцебу, средоточием которого является «Kotzebues Rettung oder der tugendhafte Verbannte», а также «Fastgesange deutscher Schauspielerinnen bei Kotzebue Rückkehr».
Затем, в подражание Гётевской «Ифигении» Шлегель написал трагедию «Ион» на тему трагедии Еврипида, которая считается лучшим из всех поэтических произведений Шлегеля, хотя она не чужда весьма значительных недостатков. Он задался здесь целью модернизировать трагедию древнего поэта, устранив из неё все, что могло бы оскорбить современную нравственность и требования рассудка. Трагедия Шлегеля была дана 2 января 1802 года в Веймаре, причем публика не знала имени автора. Почти одновременно Шлегель задумал написать поэму «Тристан» в совершенно романтическом роде, но написал лишь первую песнь, воспользовавшись при этом поэмами Готфрида Страсбургского и Генриха Брибергского и включив в неё некоторые похождения Ланселота. Здесь заметно влияние Тика, по настоянию которого была написана поэма. Вместе с Тиком Шлегель задумал издание «Альманаха Муз», который должен был служить органом романтической школы вместо прекратившего своё существование «Athenaeum’a». № 1 альманаха вышел в 1801 году и остался единственным, так как в кружке романтиков начался разлад, которому в значительной мере способствовал неуживчивый характер Фридриха Шлегеля, а также и перемена настроения Каролины Шлегель, охладевшей к Августу Шлегелю и вступившей в связь с Шеллингом, что привело в конце концов к разводу Шлегеля с женой (1802). В 1801 году братья Шлегель издали свои критические статьи и заметки под заглавием «Характеристики и критики» («Charakteristiken und Kritiken»).
Не имея более органа для выражения идей романтической школы и для борьбы с филистерством и рутиной старой школы, Шлегель задумал переселиться в самый центр филистерства, в Берлин, чтобы там действовать посредством живого слова, то есть читать публичные лекции. В 1801 году он открыл в Берлине курс лекций об изящной литературе и искусстве, который продолжал в течение 1802, 1803 и 1804 годов. Эти лекции имеют громадное значение в истории романтизма, так как в них систематизированы воззрения романтической школы на искусство и поэзию. Здесь Шлегель прежде всего провозглашает автономию искусства, отвергая унизительные для него соображения полезности и морали, устанавливает взгляд на критику, которая отнюдь не должна исключительно анатомировать, расчленять произведения искусства, но объяснять его эстетически и исторически; критик, по мнению Шлегеля, должен проникаться сущностью поэтического произведения, должен сам становиться художником. Он устанавливает также понятие романтической поэзии, как противоположной по духу античной или классической, определяя первую как поэзию философскую, идеалистическую и фантастическую, подчиняющуюся лишь произволу поэта, который сам не подчиняется ничему; затем подвергает критике различные древние и новые эстетические теории, особенно строго осуждая теорию Аристотеля и Канта, причем сам всецело стоит на точке зрения Шеллинга, утверждая, что «прекрасное есть символическое изображение бесконечного», дает самостоятельную теорию искусства, которая лежит в основе многих позднейших учений о прекрасном, в том числе эстетики Гегеля. Шлегель оттеняет всюду, где можно, контраст античного и романтического; в главе о живописи, например, в противоположность воззрениям Винкельмана, Лессинг и Р. Менгса, стремившихся втиснуть живопись в рамки скульптуры, он настаивает на самостоятельном значении живописи и колорита.
Переходя к поэзии, Шлегель говорит много о её происхождении, указывает на то, что возникновению поэзии предшествует образование языка, который сам есть также постоянно развивающееся поэтическое произведение всей нации или всего человечества; язык же возник прежде всего из потребности самосознания, формулировки мысли, а затем уже из потребности общения. Далее Шлегель говорит об эпитетах, метафорах, сравнениях и т. д., о просодии, как об условии всякого самостоятельного существования поэзии, о мифах, которые определяются Ш. как поэтические произведения, имеющие притязание на реальность, и т. п.
Во втором курсе лекций Шлегель намеревался изложить историю поэзии, причем хотел попутно знакомить слушателей с содержанием главнейших поэтических произведений, пользуясь по возможности их переводами на немецкий язык. Поэтому, в тесной связи с лекциями находилась деятельность Ш., как переводчика. Для них он перевел много отрывков из Данте, Петрарки, Боккаччо, Тассо, Гуарини, Монтемайора, Сервантеса и Камоэнса. Большая часть их вошла в сборник, изданный в 1804 году в Берлине, под заглавием «Blumenstraeusse italienischer, spanischer und portugiesischer Poesie». Под влиянием Тика Шлегель увлекся произведениями Кальдерона. В 1803 году он выпустил 1-ю часть «Испанского театра» с 3 драмами Кальдерона (2-я часть вышла в 1804 году и заключала ещё 2 драмы). Одновременно с этим он напечатал в журнале своего брата «Европа» статью «Об испанском театре», полную страстного увлечения испанским театром и особенно Кальдероном.
Третий курс лекций Шлегель начал с полемического введения, в котором высказал критические замечания по поводу просветительного настроения берлинцев прозаического характера излюбленной ими литературы. Он указывает здесь на отсутствие в современных воззрениях идеализма, унижает достоинство эмпирических наук, причем в своем отрицании положительных наук доходит до предпочтения астрологии перед астрономией, до защиты магии и вообще односторонне отстаивает преимущества фантазии перед рассудком; характеризуя поэзию будущего, он утверждает, что главная особенность новой поэзии будет заключаться в высшей степени самосознания. Поэтому связующим звеном между прошлым и будущим он считает философию Канта и Фихте, и корень будущей романтической поэзии видит в трансцендентальном идеализме этих мыслителей. После этого вступления Шлегель переходит к своей главной задаче: истории поэзии. Здесь следует отметить его увлечение дидактической философской поэзией, в том числе поэмой Лукреция и даже диалогами Платона (которые он также отчасти относит к поэзии). Это было вполне в духе романтической школы, стремившейся к высшему синтезу философии и поэзии. Особенно замечательна та часть лекций, где Шлегель говорит о драматической поэзии греков, дает превосходное описание внешней обстановки античных драматических представлений, остроумное объяснение значения хора, блестящую характеристику трех великих трагиков и объяснение сущности комедии Аристофана. В конце характеристики Еврипида Шлегель указывает на зачатки романтических стремлений в древности. Это составляет переход к истории собственно романтической поэзии, в связи с выяснением стремлений романтической школы. При этом Шлегель утверждает, что романтическая поэзия возникла в средневековой Европе, и причисляет к романтикам средневековых итальянских и испанских поэтов, Кальдерона, Сервантеса и Шекспира.
Наряду с другими романтиками Шлегель принадлежит честь восстановления интереса к старинной немецкой поэзии, чего не удалось достигнуть вполне его предшественникам, Гердеру, Иоганну Мюллеру и др. Шлегель впервые изложил последовательно историю старонемецкой поэзии. Ещё в 1798 году он занялся изучением древненемецкой эпической поэмы «Песнь о Нибелунгах». Теперь же, в лекциях, он сделал попытку переработать старый эпос, приноравливаясь ко вкусам нового времени. В вопросе о происхождении поэмы о Нибелунгах Шлегель высказал мнение, опираясь на исследования Вольфа о Гомере, что «Песнь о Нибелунгах» — это свод древних песен, который не принадлежит одному автору, а представляет собой продукт коллективного творчества нации. В изложении истории немецкой поэзии, которую Шлегель делит на монашескую, рыцарскую, бюргерскую и ученую, самым замечательным местом был очерк развития ученой поэзии, который заканчивался резкой критикой ученого поэта Виланда, как малооригинального и безнравственного писателя. Как на идеал непосредственного поэтического произведения Шлегель указывает опять-таки на «Песнь о Нибелунгах». От выражения сочувствия к средневековой поэзии Шлегель легко переходит к идеализации Средневековья вообще, считая, что в эту эпоху наиболее ярко и полно выразились поэтические и идеалистические стремления человечества. Он превозносит феодальную систему, рыцарство, религиозные войны Средних веков, суд Божий, рыцарскую нравственность, понятие о чести. Затем он переходит к обозрению поэзии провансальской и итальянской, останавливаясь особенно на творчестве Данте. Здесь не лишены интереса его замечания о терцине и сонете, в которых проявилось стремление романтиков преувеличивать значение внешней формы и склонность к мистическому толкованию значения форм. Наконец, он развивает понятие о романе, форме поэтических произведений, признаваемой романтиками преимущественно поэтической и романтической.
В промежутке между 2-м и 3-м курсами лекций, летом 1803 года, Шлегель читал лекции по энциклопедии наук, опять-таки с романтической точки зрения. В том же году он при посредстве Гёте познакомился с госпожой де Сталь; она пригласила его в качестве воспитателя её детей, назначив ему содержание 12 000 франков в год. С этих пор начинается дружба между обоими писателями и обоюдное влияние. Шлегель сопровождал госпожу Сталь повсюду в её путешествиях. В 1804 году они предприняли вместе путешествие в Италию. В Риме Шлегель посвятил ей, как «вдохновительнице великих идей», элегию «Рим» (издана в 1805 году), где поэтически изобразил главные моменты культурной истории Рима. В 1805 году написал «Размышление о цивилизации вообще и о происхождении и упадке религий» («Considération sur la civilisation en général et sur l’origine et la décadence des religions»). В 1806 году отправился во Францию, где издал компаративистскую работу «Сопоставление „Федры“ Расина и „Федры“ Еврипида» («Comparaison entre la Phèdre de Racine et celle d’Euripide», Париж, 1807 год). Здесь он отдавал предпочтение простоте и величию древнего поэта перед галантной и напыщенной поэзией француза.
В 1807 году Шлегель в Вене прочитал перед избранным обществом курс лекций по драматической литературе, где дал великолепную характеристику греческого театра и драмы и весьма строгую критику французской драмы, причем не пощадил даже Мольера. Шлегель сопровождал Жермену де Сталь в её путешествии по России и Швеции. В Швеции Бернадотт предложил ему место советника и личного секретаря. В 1813 году Шлегель издал сочинение «Sur le système continental et sur les rapports avec la Suède», где нападал на режим Наполеона, а также «Betrachtungen über die Politik der dänischen Regierung» и «Tableau de l’empire français en 1813». После отречения Наполеона Шлегель вместе с госпожой де Сталь вернулся во Францию. В 1815 году Шлегель вторично посетил Италию, где издал в 1816 году «Письмо о бронзовых конях базилики святого Марка в Венеции» («Lettre sur les chevaux de bronze de la basilique de St.-Marc à Venise») и «Ниобу и её детей» («Niobé et ses enfants»). В 1816 году Шлегель возвратился в Париж, где продолжал изучение провансальской поэзии, начатое им ещё во время первого посещения Парижа (в 1814 году он издал «Essai sur la formation de la langue française» по поводу изданного Ренуаром собрания памятников провансальской поэзии). В 1818 году издал «Наблюдения о провансальском языке и литературе» («Observations sur la langue et la littérature provençale»). Незадолго перед этим (в 1817 году) умерла госпожа Жермена де Сталь. В память их дружбы Шлегель издал её сочинение «Размышления о французской революции» («Considérations sur la révolution française») и задумал написать её биографию, но ограничился лишь переводом статьи о госпоже де Сталь госпожи Неккер де Соссюр, предпослав ей своё короткое введение. К 1818 году относится вторичная его женитьба на дочери профессора Паулуса, Софии, с которой он, впрочем, скоро расстался.
С 1818 года Шлегель был профессором истории литературы и искусства в Бонне, где, между прочим, занимался индийской литературой. Результатом этих занятий было издание «Indische Bibliothek» (9 частей, 1820—1830), а также критическое издание «Бхагават-гиты» («Bhagavat-Gîta», 1823), «Рамаяны» («Ramayâna», 1829) и «Хитопадеши» («Hitopadesa», 1829) и, наконец, «Reflexions sur l'étude des langues asiatiques» (1832). Одновременно с этим он занимался религиозными и политическими вопросами, и в 1825 году издал «Abriss von der Europäischen Verhältnissen der Deutschen Litteratur» (1825), где провозглашает Германию страной, наиболее свободной в религиозном отношении. Против возводимых на него обвинений в неустойчивости его религиозных воззрений он защищается в статье «Verrichtigung einiger Missdeutungen» (1828), объявляя, что он всегда был правоверным протестантом и что его католические тенденции покоились всецело на артистическом восхищении перед художественной стороной католического культа. Он нападает даже на брата за его переход в католицизм. В 1833 году Шлегель поместил в «Journal des débats» статью «О происхождении рыцарских романов» («De l’origine des romans de chevalerie»).
К 1836 году относится его полемика с Россетти, итальянцем, поселившимся в Лондоне, по поводу странного мнения последнего о том, что три великих итальянских поэта принадлежали к тайной секте врагов папства. В последние годы жизни Шлегель утратил своё влияние как критик и как профессор. Его товарищи по университету относились скептически к его трудам, считая их устаревшими. Шлегель умер в 1845 году, почти всеми забытый. Но после него осталось собрание эпиграмм, в которых он утешал себя ядовитыми выходками против всех своих современников, даже против прежних друзей. В числе жертв его иронии находим Шиллера, Гёте, Цельтера, Мейера, Фридриха Ш., Фихте, Шлейермахера, Уланда, Рюккерта, Грильпарцера, Раупаха и др. Полное собрание сочинений Шлегеля было издано вскоре после его смерти, в 1846—1847 годах. Böcking’ом в 12 томах. В 1846 году изданы «Oeuvres écrites en français» (Лейпциг); в 1848 году — «Opuscula latina» (Лейпциг). Письма Ш. издал Ant. Klette (Бонн, 1868); «Vorlesungen über schöne Litteratur und Kunst», не вошедшие в полное собрание сочинений, изданы в 17-19 тт. Bernh. Seufferfs «Deutschen litteratur denkmäler der XVIII und XIX Jahrhund. in Neudrucken» (Гейльброн, 1884). Письма Шиллера и Гёте к Ш. изданы в 1848 году в Лейпциге. Письма Ф. Ш. к А. Ш. издал Oscar Walzel (Б., 1840).